# Кичкас
Эйнлаге (также называлось Кичкас) — меннонитская колония, основанная в 1790 году.
До 1917 года относилось к Екатеринославскому уезду Екатеринославской губернии, к Хортицкому колониальному округу; Хортицкой волости; в советский период — к Запорожской/Днепропетровской области, Хортицкому немецкому району.
На противоположном левом берегу располагались балка Кичкаская и запорожская деревня Павло-Кичкас — в настоящее время часть Запорожья.
Большое значение Кичкасу придавало его положение после Днепровских порогов у Кичкаской переправы через Днепр перед островом Хортица. Под названием Кичкаская переправа местность известна с конца XVI века. Её принято отождествлять с Крарийской переправой времён Древней Руси.

## Предыстория
Топоним Кичкас происходит от названия переправы, известной у запорожских казаков как Кичкас, Кочкас, Кучкас, Кичет, что созвучно с татарским словом «коч» — «проходи, иди дальше» (в переносном смысле «переходи через реку»).
| Koç geçidi (Koçzkow)  | 1568 | [ 2 ]       |
| u Koczkowego przewozu | 1569 | [ 3 ]       |
| Kotzkuff              | 1569 | [ 4 ] [ 5 ] |
| Kuczmiński przewoz    | 1597 | [ 6 ]       |

Вблизи села было найдено несколько групп невысоких курганов (свыше 100) эпохи бронзы и скифского времени, исследованных в 1927—1931 годах. Скифские курганы (свыше 60) имели каменные закладки, сооружённые непосредственно над неглубокой (до 1,5 м) прямоугольной могильной ямой, иногда с деревянным срубом. Обряд захоронения — вытянутое вверх лицом трупоположение. В могилах найдено оружие (железные наконечники копий, бронзовые наконечники стрел), украшения (стеклянные и электровые бусины, золотые бляшки), местная посуда и обломки древнегреческих амфор. Скифские захоронения датируются 4-3 тыс. до н. э.

## История
| Кичкас |

Располагалось на правом берегу Днепра (возле переправы Кичкас), в 5 км к западу от Александровска. В 1790-х годах тут поселились меннониты. Названо по селу Эйнлаге Западной Пруссии. Основатели — 41 семья из Западной Пруссии. Меннонитская община Хортица. Центр баптизма (Эйнлагская русская баптистская церковь). К Эйнлаге относились земли площадью 2340 десятин (1857; 36 дворов и 55 безземельных семей), 3127 десятин (1914; 104 двора). В Эйнлаге находились заводы земледельческих машин Леппа и Вальмана, А. Я. Коопа (1879), Унгера (1861), братьев Мартенс, каретно-бричечный з-д Унгера (1861). Мельницы И. Паульса (1879), Г. Тевса, Г. Унгера, К. Мартенса. В Эйнлаге проходили 2 ярмарки, была лесная пристань, переправа через р. Днепр, кооперативная лавка. Начальная школа, сельсовет (1926), средняя школа, два клуба, библиотека. Одна из газет того времени так писала о Кичкасе: «Кичкас — деревня, с одной вытянутой вдоль Днепра улицей. Чистые домики. Население — немцы-колонисты: неразговорчивые мужчины и одетые в черные платья до пят женщины».
| Год  | Описание                                                                                             | Источник |
| ---- | --- | -------- |
| 1886 | 940 жителей, 99 дворов, школа, лесная пристань, 2 колёсных завода, 5 магазинов.                      | [ 10 ]   |
| 1904 | 1400 жителей; 2 школы, 2 ярмарки, лесная пристань, колёсные и бондарные мастерские. Бойкая торговля. | [ 11 ]   |

До 1917 года колония Эйнлаге входила в состав Хортицкой волости.
В 1919 году в Эйнлаге 11 человек были убиты махновцами, в 1929—1941 годах депортированы 268 чел. В 1923 году эмигрировали 23 человека.
Село было перенесено при строительстве Днепрогэса («Кичкасский Выселок»), после этого состояло из двух сёл — Кичкас № 1 и Кичкас № 2. С подъёмом вод Днепровского водохранилища часть Кичкаса была затоплена.

## Археология
Кичкас был обследован в рамках Днепрогэсовской археологической экспедиции. Находки Кичкас I относят к ямной культуре, бабинской культуре.

## Иное
- Г. В. Вернадский связывает название Кучук-Ас с антами[16].
- В селе Кичкас Запорожского района Днепропетровской области родился один из руководителей советских органов безопасности Павел Зеленин.